# Adi Shamir
Adi Shamir (în ebraică עדי שמיר; n. 1952, Tel Aviv, Israel) este un informatician și criptograf israelian, cu numeroase contribuții în domeniul informaticii și criptanalizei, cunoscut mai ales pentru rolul său în dezvoltarea algoritmului de criptare cu chei publice RSA și a schemei de indentificare Feige-Fiat-Shamir.
1. ↑   https://www.wisdom.weizmann.ac.il/profile/scientists/shamir-profile.html Lipsește sau este vid: |title= (ajutor)
2. ↑   https://www.ae-info.org/ae/User/Shamir_Adi Lipsește sau este vid: |title= (ajutor)
3. 1 2   https://www.acm.org/media-center/2021/january/fellows-2020, accesat în 24 iunie 2024 Lipsește sau este vid: |title= (ajutor)
4. 1 2 3 4 5 6  Genealogia matematicienilor
5. ↑   https://eyalro.net/ Lipsește sau este vid: |title= (ajutor)
6. ↑   https://amturing.acm.org/award_winners/shamir_2327856.cfm Lipsește sau este vid: |title= (ajutor)
7. ↑   https://awards.acm.org/kanellakis/award-recipients Lipsește sau este vid: |title= (ajutor)
8. ↑   https://www.iacr.org/fellows/2004/shamir.html, accesat în 15 august 2018 Lipsește sau este vid: |title= (ajutor)
9. ↑  , Ministry of Education of the People's Republic of China[*] http://www.moe.gov.cn/s78/A22/xwb_left/moe_829/201802/t20180228_328136.html, accesat în 11 aprilie 2019 Lipsește sau este vid: |title= (ajutor)
10. ↑   https://royalsociety.org/news/2018/05/distinguished-scientists-elected-fellows-royal-society-2018/, accesat în 30 aprilie 2022 Lipsește sau este vid: |title= (ajutor)
11. ↑   (PDF) https://www.ieee.org/content/dam/ieee-org/ieee/web/org/about/awards/recipients/kobayashi-rl.pdf, accesat în 30 iunie 2023 Lipsește sau este vid: |title= (ajutor)
12. ↑   https://www.amacad.org/new-members-2022 Lipsește sau este vid: |title= (ajutor)
13. ↑   (PDF) https://www.ieee.org/content/dam/ieee-org/ieee/web/org/about/awards/baker_rl.pdf Lipsește sau este vid: |title= (ajutor)
14. ↑   https://www.invent.org/inductees/adi-shamir Lipsește sau este vid: |title= (ajutor)
15. ↑   http://www.okawa-foundation.or.jp/en/activities/prize/list.html Lipsește sau este vid: |title= (ajutor)
16. ↑   https://wolffund.org.il/%D7%A0%D7%95%D7%92%D7%94-%D7%90%D7%9C%D7%95%D7%9F/ Lipsește sau este vid: |title= (ajutor)